# 長泉県
長泉県（ちょうせん-けん）は、中華人民共和国山西省にかつて存在した県。現在の運城市垣曲県古城鎮東部に相当する。
619年（武徳2年）、唐朝により設置され、間もなく廃止された。